# Cantó de Landivisiau
El cantó de Landivisiau (bretó Kanton Landivizio) és una divisió administrativa francesa situat al departament de Finisterre a la regió de Bretanya.

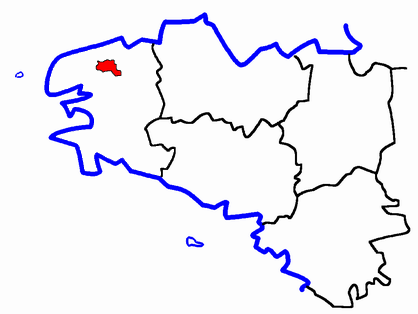
Situació del cantó

## Composició
El cantó aplega 8 comunes :
| Nom bretó              | Nom francès       | Nom gal·ló |
| Bodiliz                | Bodilis           | ---        |
| Gwimilio               | Guimiliau         | ---        |
| Lambaol-Gwimilio       | Lampaul-Guimiliau | ---        |
| Landivizio             | Landivisiau       | ---        |
| Gwikourvest            | Plougourvest      | ---        |
| Gwineventer            | Plounéventer      | ---        |
| Sant-Derc'hen          | Saint-Derrien     | ---        |
| Sant-Servez-Landivizio | Saint-Servais     | ---        |

## Història
| Data d'elecció                           | Identitat         | Partit | Qualitat |
| ---------------------------------------- | ----------------- | ------ | -------- |
| 2001-2008                                | Clotilde Dubrœucq | PS     |          |
| 2008-                                    | Georges Tigréat   | UMP    |          |
| les dades anteriors no són pas conegudes |                   |        |          |
|                                          |                   |        |          |